# 沙托讷夫 (萨瓦省)
沙托讷夫（法語：Châteauneuf，法語發音：[ʃatonœf]）是法国萨瓦省的一个市镇，属于尚贝里区。

## 地理
沙托讷夫（45°32'40"N, 6°10'53"E）面积6.99 平方千米，位于法国奥弗涅-罗讷-阿尔卑斯大区萨瓦省，该省份为法国东部省份，历史上为薩伏依的一部分，北起上萨瓦省，西接伊泽尔省和安省，南部和东部与上阿尔卑斯省和意大利接壤。
与沙托讷夫接壤的市镇（或旧市镇、城区）包括：布尔讷夫、沙穆塞、热隆河畔沙穆、夸斯-圣让皮耶戈捷、欧特维尔、圣皮埃尔达尔比尼。

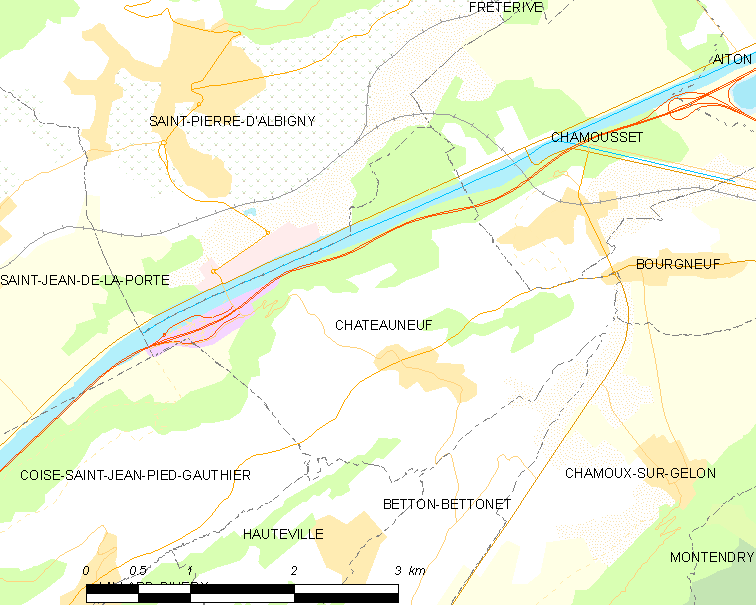
的OSM定位图

沙托讷夫的时区为UTC+01:00、UTC+02:00（夏令时）。

## 行政
沙托讷夫的邮政编码为73390，INSEE市镇编码为73079。

## 政治
沙托讷夫所属的省级选区为圣皮埃尔达尔比尼县。

## 人口

1962-2008年间人口变化图示

沙托讷夫于2022年1月1日时的人口数量为922人。